# پالینکوپ
پالینکوپ (به لاتین: Palinkopf) یک کوه در سوئیس است که در Samnaun واقع شده‌است. پالینکوپ ۲٬۸۶۴ متر بالاتر از سطح دریا واقع شده‌است.